# Un dios prohibido
Un Dios prohibido es una película española de 2012 dirigida por Pablo Moreno, con guion de Juanjo Díaz Polo. 
Estrenada el 14 de junio de 2013, la película cuenta la situación de 51 miembros de la Comunidad Claretiana de Barbastro en los inicios de la guerra civil española. El reparto de la película incluye a Jesús Guzmán, Elena Furiase, Gabriel Latorre, Juan Lombardero, José María Rueda, Íñigo Etayo, Alex Larumbe y Jerónimo Salas, entre otros.
Es hasta el momento la única película realizada sobre los Mártires de Barbastro.
La Iglesia católica los considera mártires. Los 51 religiosos claretianos fueron beatificados el 25 de octubre de 1992 por el papa Juan Pablo II en Roma. Los 18 benedictinos del monasterio de El Pueyo fueron beatificados el 13 de octubre de 2013 por el papa Francisco en la beatificación de Tarragona.

## Argumento
La película narra el momento histórico en el que fueron asesinados 51 miembros de la Comunidad Claretiana de Barbastro (Huesca) «deteniéndose en el aspecto humano y religioso de las personas que participaron en este hecho histórico y resaltando la dimensión universal del triunfo del amor sobre la muerte». Ha sido dirigida por Pablo Moreno, mientras los Misioneros Claretianos aparecen como productores asociados. De hecho, la gran mayoría de los mártires de Barbastro eran claretianos.
El filme narra las últimas semanas de vida de los claretianos asesinados, muchos de ellos estudiantes de entre 18 y 25 años.
Desde que son retenidos hasta que son fusilados. En ese tiempo consiguieron realizar diversos escritos y cartas sobre su situación y sobre sus compañeros presos, mostrando su amor a Dios y el perdón a sus asesinos. Estos documentos y el testimonio de dos miembros argentinos que no fueron asesinados debido a su nacionalidad, han sido la fuente en la que se han inspirado los productores.

## Producción
En el mes de mayo de 2012 tuvo lugar en Madrid la firma de un primer acuerdo entre los Misioneros Claretianos y Contracorriente Producciones para la financiación de esta película.[cita requerida]

## Reparto
- Elena Furiase como Trini, la Pallaresa
- Íñigo Etayo como Ramón Illa Novich
- Jerónimo Salas como Faustino Pérez
- Alex Larumbe como Juan Echarri
- Luis Seguí como Salvador Pigem
- Eneko Capapay como Miguel Massip
- Gabriel González como José Figuero
- Guido Agustín Balzaretti como Pablo Hall, seminarista argentino que dio testimonio de los hechos
- Isaac Israel como Rafael Briega
- Ricardo del Cano como Atilio Parussini, seminarista argentino que dio testimonio de los hechos
- Javier Suárez como Esteban Casadevall
- Julio Alonso como Felipe de Jesús Munárriz, superior de la Comunidad claretiana
- Juan Lombardero como Hermano Vall, cocinero
- José María Rueda como Juan Díaz
- César Diéguez como Nicasio Sierra
- Daniel Gómez como Luis Masferrer
- Jorge Ferrer como Simón Sánchez, hermano claretiano
- Rodrigo Saiz como Francisco Castán, hermano coadjutor
- Teseo Martín como Atanasio Vidaurreta
- Santiago Blanco como José María Blasco
- Gabriel Latorre como Florentino Asensio Barroso, obispo de Barbastro
- Jesús Guzmán como Padre Muñoz, hermano claretiano anciano
- José Carlos Cañas como Padre Ferrer, escolapio
- Mauro Muñiz como Ceferino Giménez "el Pelé"
- Ainhoa Aldanondo como Ángeles, miliciana
- Raúl Escudero como Miguelé, miliciano
- Jacobo Muñoz como Eugenio Sopena, líder CNT Barbastro
- Juan Alberto López como Mariano Abad
- Alex Tormo como Viu, concejal Ayuntamiento
- José García Carrasco como miliciano "El Trucho"
- Miguel Ángel Morenza como Jota, miliciano
- Juanjo Díaz Polo como Coronel José Villalba
- Gonzalo Mérida como miliciano Victoriano
- Juan Rueda como Brigada Creus
- Emma Caballero como Montse, miliciana
- María Jesús Pereiro como Esposa coronel Villalba
- Rodrigo Poisón como Miliciano Graciliano
- Sergio Cardoso como Romea, miliciano
- Bárbara Rodríguez como Pepita, hija del Pelé
- Antonio Ramos como Doctor Mur
- Antonio Castro como Durruti
- Antonio Gómez como Padre Leoncio
- Jéremy Sánchez como Falgarona
- Daniel Blasco García como Alfonso Gaya
- Sergio Morán como Pablo
- Rubén D. Ortega como Feliciano, miliciano anarquista
- Juan Carlos Sánchez como Juez Alfós
- Antonio Casares como Peñalosa, hermano claretiano
- Agustín Hernández como Pablo Delgado, hermano claretiano
- Antonio Moreno como Teniente Retirado
- Domingo Moreno como Echegaray
- Sandra Gumuzzio como Doña Pura